# Best (Niederlande)
Best ist eine niederländische Gemeinde in den Kempen in der Provinz Noord-Brabant.
Der Ort liegt 9 km nordwestlich von Eindhoven, 19 km westlich von Helmond, 20 km südlich von ’s-Hertogenbosch, 22 km ostsüdöstlich von Tilburg und 102 km südsüdöstlich von Amsterdam.
Die nächsten Autobahnabfahrten sind Best und Best-West an der unmittelbar am Ort vorbeiführenden niederländischen Autobahn A2 (E25) und Best an der Autobahn A58 (E312).
Best besitzt einen eigenen Bahnhof an der Bahnstrecke Breda–Eindhoven. Die nächstgrößere Station befindet sich in Eindhoven.
Der nächstgelegene internationale Flughafen ist der in der Nachbarstadt gelegene Eindhoven Airport.
Best ist Sitz des Nahrungsmittelkonzerns Vion N. V.

## Geschichte
Im März 1945 lag bei Best das kanadische Lincoln and Welland Regiment. Es wurde dort nach den Verlusten in den Schlachten zuvor aufgefüllt. Es zog am 30. März aus Best heraus Richtung Nimwegen und Kleve zur Operation Haymaker.

## Politik
Die Kommunalwahl im Jahre 2018 konnte die VVD, die bei der vorherigen Wahl nur viertstärkste Kraft gewesen war, mit einem Viertel aller Stimmen gewinnen. In der Legislaturperiode 2018–2022 wird die Gemeinderegierung von einer Koalition aus Best Open, CDA, Jongerenpartij Jong en Ongebonden und VVD geführt.

### Gemeinderat
Der Gemeinderat wird seit 1982 folgendermaßen gebildet:
| Partei                                    | Sitze | Sitze | Sitze | Sitze | Sitze | Sitze | Sitze | Sitze | Sitze | Sitze | Sitze |
| Partei                                    | 1982  | 1986  | 1990  | 1994  | 1998  | 2002  | 2006  | 2010  | 2014  | 2018  | 2022  |
| ----------------------------------------- | ----- | ----- | ----- | ----- | ----- | ----- | ----- | ----- | ----- | ----- | ----- |
| VVD                                       | 3     | 3     | 2     | 3     | 3     | 3     | 3     | 3     | 3     | 6     | 4     |
| D66                                       | 1     | 0     | 2     | 2     | 1     | 1     | 1     | 4     | 4     | 2     | 4     |
| Jongerenpartij Jong en Ongebonden         | 1     | 0     | –     | 0     | 1     | 2     | 2     | 2     | 2     | 3     | 4     |
| PvdA                                      | 2     | 4     | 3     | 2     | 3     | 3     | 5     | 2     | 2     | 1     | 3     |
| GroenLinks                                | –     | –     | –     | –     | –     | –     | –     | –     | –     | –     | 3     |
| Best Open                                 | –     | –     | –     | –     | 2     | 4     | 4     | 3     | 3     | 3     | 3     |
| CDA                                       | 6     | 7     | 8     | 6     | 5     | 6     | 5     | 6     | 4     | 3     | 3     |
| Gemeentebelangen Best a                   | –     | –     | –     | –     | –     | 2     | 1     | 1     | 2     | 2     | 1     |
| ChristenUnie                              | –     | –     | –     | –     | –     | –     | –     | –     | 1     | 1     | 1     |
| Best Democratisch                         | –     | –     | –     | –     | –     | –     | –     | 0     | –     | –     | –     |
| Reinders/Rooyackers/ Gemeentebelangen a b | –     | 3     | 4     | 4     | 3     | –     | –     | –     | –     | –     | –     |
| Democratische Vernieuwingsgroep Best a    | –     | –     | –     | 2     | 1     | –     | –     | –     | –     | –     | –     |
| Lijst Boogaard                            | –     | –     | 0     | –     | –     | –     | –     | –     | –     | –     | –     |
| Allerbest                                 | –     | 0     | –     | –     | –     | –     | –     | –     | –     | –     | –     |
| Lijst Reinders/Rooyackers b               | 2     | –     | –     | –     | –     | –     | –     | –     | –     | –     | –     |
| Gemeentebelangen b                        | 2     | –     | –     | –     | –     | –     | –     | –     | –     | –     | –     |
| Gesamt                                    | 17    | 17    | 19    | 19    | 19    | 21    | 21    | 21    | 21    | 21    | 23    |

Anmerkungen

### Kollegium von Bürgermeister und Beigeordneten
Die Koalitionsparteien Best Open, CDA, Jongerenpartij Jong en Ongebonden und VVD stellen dem College van burgemeester en wethouders jeweils einen Beigeordneten zur Verfügung. Folgende Personen gehören zum Kollegium und sind in folgenden Bereichen zuständig:
| Funktion           | Name                    | Partei                            | Ressort | Anmerkung                                    |
| ------------------ | ----------------------- | --------------------------------- | --- | -------------------------------------------- |
| Bürgermeisterin    | Rianne Donders-de Leest | CDA                               | totale (Politik)Koordination, Verwaltungsangelegenheiten, Repräsentation und externe Beziehungen, Kommunikation und Aufklärung, Personal und Organisation, interkommunale Zusammenarbeit, öffentliche Ordnung und integrale Sicherheit, Vollstreckung, Gaststättenbetrieb und Veranstaltungen | kommissarisch; seit dem 10. März 2025 im Amt |
| Beigeordnete       | Rik Dijkhoff            | VVD                               | Finanzen, Steuern und Subventionen, Planung und Kontrolle, Einkaufs- und Ausschreibungspolitik, öffentlicher Raum, unterirdische Infrastruktur und öffentliche Aufklärung, Nachhaltigkeit und Abfall(politik), Sport, Kultur, Markt und Kirmes, Mobilität, Transport und Verkehr              | erster Stellvertreter des Bürgermeisters     |
| Beigeordnete       | Wilma van der Rijt      | CDA                               | Gesetz zur sozialen Unterstützung, Jugend und Jugendliche, Bildung und Kinderbetreuung, Wohl, Volksgesundheit und Pflege, Armutspolitik | zweite Stellvertreterin des Bürgermeisters   |
| Beigeordnete       | Marc van Schuppen       | Best Open                         | räumliche Entwicklung, Wohnungspolitik, Genehmigungen, Grundpolitik, Bau- und Wohnungsaufsicht, Kulturgut, kommunale Immobilien, integrale Wasserwirtschaft, Umweltpolitik | dritter Stellvertreter des Bürgermeisters    |
| Beigeordnete       | Stan van der Heijden    | Jongerenpartij Jong en Ongebonden | Wirtschaft und Arbeitsmarkt, Sozialfürsorge, Partizipation, Arbeit und Einkommen, Einwohnerpartizipation/integrale Bezirksentwicklung, Kunst, Dienstleistung, Erholung und Tourismus | vierter Stellvertreter des Bürgermeisters    |
| Gemeindesekretärin | Ceciel Noordman         | —                                 | — | seit November 2009 im Amt                    |

## Persönlichkeiten
- Antonius M. J. M. Herman van de Spijker (* 1936), Theologe
- Jesse Mahieu (* 1978), Hockeyspieler
- Sanne Verhagen (* 1992), Judoka